# Чешка књижевност
Чешка књижевност, која почиње када и писменост на чешком језику, настала је под утицајем реформаторског и националног покрет под вођством Јана Хуса, а касније покрета чешке браће са Јаном Амосом Коменским. После 1620. године када су Чешком загосподарили Хабзбурговци, настао је период неповољних околности за књижевни развој. До промена је дошло под утицајем реформи цара Јозефа II, када је стварао један од најистакнутијих чешких књижевника Јозеф Јунгман. Уочи 1848. године у чешкој књижевности осећа се утицај западноевропског романтизма (Божена Њемцова, Јан Неруда), као и политичка тематика. Чешкој књижевности последње две деценије XIX века најјачи печат дао је Јарослав Врхлицки. По стварању Републике Чехословачке, чешка књижевност се развија под утицајем западноевропских књижевности (П. Безруч, О. Бжезина, А. Сова). Светски углед стекли су Карел Чапек, Јарослав Хашек, драмски писац Франтишек Лангер, песници Вићеслав Незвал, Јиржи Волкер и Јозеф Хора. После 1945. године у чешкој књижевности доминира социјалистички реализам, а затим следе трагања у смеру тзв. хуманистичког социјализма. Савремену чешку књижевност репрезентују, пре свега, лирика Владимира Холана, Јарослава Сајферта, приповедачи Бохумил Храбал, Милан Кундера, Јозеф Шкворецки, драмски писци Павел Кохоут, Вацлав Хавел и други.

## Средњолатинска дела
Бохемија је христијанизована крајем 9. до 10. века, а најранија писана дела повезана са краљевством Бохемија су средњолатинска дела написана од 12. до 13. века (са изузетком латинске Легенде о хришћанима, наводно из 10. века, али сумњиве аутентичности). Највећи део дела из овог периода су хронике и хагиографије. Боемске хагиографије се фокусирају искључиво на боемске свеце (Св. Људмила, Вацлава, Прокопије, Ћирило и Методије и Адалберт), иако су бројне легенде о боемским свецима писали и страни аутори. Најважнија хроника тог периода је Chronica Boemorum (Боемска хроника) од Козме, иако својим темама приступа имајући на уму тадашњу савремену политику и покушаје да се легитимише владајућа династија. Козмино дело је ажурирало и проширивало неколико аутора у другој половини 12. и током 13. века.
Током прве половине 13. века, Премислидски владари Чешке проширили су свој политички и економски утицај на запад и дошли у контакт са политичким и културним краљевствима западне Европе. Ова културна размена била је очигледна у књижевности кроз увођење немачке дворске поезије, или Минесанга, у другом делу 13. века. Међутим, након убиства Вацлава III и каснијих превирања у краљевству 1306. године, чешки племићи су се удаљили од немачке културе и тражили књижевност на свом матерњем језику. Упркос томе, немачки је остао важан књижевни језик у Бохемији све до 19. века. Ова нова литература на чешком језику састојала се углавном од епске поезије две врсте: легенде и витешког епа, обе засноване на апокрифним причама из Библије, као и на хагиографским легендама ранијих периода. У овом периоду први пут је развијена и проза: административни и наставни текстови, што је захтевало развој обимнијег и специјализованијег речника; из овог времена потичу први чешко-латински речници. Обимне хронике, од којих су најупечатљивији примери Далимилова хроника и Chronicon Aulae Regiae (Збраславска хроника), написана је и уметничка проза (нпр. Смил Флашка из Пардубића и Јоханес фон Саз).

## Реформација
Хуситска револуција из 15. века створила је дефинитиван прекид у књижевној еволуцији чешке књижевности и формира своју засебну историју унутар чешке књижевности. Главни циљ ове литературе био је да саопшти и аргументује одређену верску доктрину, а њен облик је углавном био проза. Теолошки спис Јана Хуса први пут се јавља почетком 15. века; писао је најпре на латинском, касније на чешком, и ова подела је остала и током већег дела каснијег периода: поезија и интелектуална проза користиле су првенствено латински језик, док је популарна проза писана на чешком или немачком. Хусови списи се фокусирају на техничка, теолошка питања; међутим, он је објавио скуп својих чешких проповеди и створио правила ортографије и граматике која ће се користити за стварање основа модерног чешког у 17. и 18. веку. Од књижевних дела радикалне таборитске фракције остали су само фрагменти – то су углавном биле латинске апологије које су браниле таборитске доктрине (Микулаш Бискупец из Пелхримова, Петр Челчицки). Уопштено говорећи, Хуситски списи су се разликовали од претходне ере по фокусирању на друштвена питања – њихову публику чинили су нижи и нижи средњи слојеви. Написана су и дела која бране католицизам и нападају хусите утраквисте, а један пример су дела Јана Рокикана. Хуситски период је развио и жанр чешких религиозних песама као замену за латинске химне и литургију, нпр. Јистебничка постава, Јистебнички славопоји.
Након избора Ђорђа од Подебрадија на чешки престо након хуситских ратова, нови културни талас захватио је Чешку. Хуманизам је у класицима антике видео идеал за књижевност и културу. Главна одлика књижевности овог периода је надметање између католика који пишу на латинском, нпр. Бохуслав Хасиштејнски из Лобковице и Јан Дубравиус) и протестанти који пишу на чешком, нпр. Викторин Корнел из Вшехрдија и Вацлав Хајек. Нова књижевна средства подстакла су научнике, нпр. Велеславин, да конструише сложенију граматичку структуру, засновану на латиници, као и прилив позајмљеница. Гутенбергова штампарија учинила је књиге и памфлете приступачнијим, што је полако мењало статус књижевности у друштву.